# 25.ª Bienal Internacional de Arte de São Paulo
A 25ª Bienal Internacional de Arte de São Paulo foi realizada entre os dias 24 de março e 2 de junho de 2002 no Pavilhão Ciccillo Matarazzo do Parque do Ibirapuera. Com o tema "Iconografias Metropolitanas", a mostra reuniu trabalhos de 55 artistas.
A curadoria ficou a cargo do alemão Alfons Hug.